# Iglesia de Santa María del Priorato de Bañeras
La iglesia de Santa María del Priorato es un edificio religioso de la población de Bañeras perteneciente a la comarca catalana del Bajo Panadés en la provincia de Tarragona. Es una iglesia románica y arquitectura gótica |gótica incluida en el Inventario del Patrimonio Arquitectónico de Cataluña y protegida como Bien Cultural de Interés Local.

## Historia
La nave más antigua es de origen románico y la segunda de transición entre el románico y el gótico. La sacristía es del siglo XVII o XVIII. La ermita es el último resto del antiguo priorato benedictino situado en este lugar. El documento más antiguo que se conserva data del 1214, cuando Guillema de Castellví dio a Santa María de Banyeres todos los derechos que tenía sobre el honor de Salomó, en el término de Castellví de la Marca, parroquia de San Bartolomé de Puigtinyós. En 1308 en una visita pastoral a la parroquia de Bañeras se menciona la iglesia de Santa María. En 1312 Pedro Banyeres fundó un beneficio. Fue después de 1070 cuando la ermita pasó a depender del monasterio de Ripoll. Esta dependencia está claramente documentada en el siglo XIV. En el 1352 dependían de este priorato 36 masías de Salomó (Tarragonés). Durante el año 1377 se menciona la existencia de la «Capilla de San Juan» dentro de la iglesia del Priorato.

## Descripción
La iglesia situada junto al cementerio, consta de dos naves; la primitiva es de planta rectangular y tiene la bóveda de cañón más alta que la de la segunda. Cada nave tiene su correspondiente ábside semicircular y con ventana central de doble derrame, un rosetón en los pies y un arco toral, y ambas están separadas por dos arcos ligeramente apuntados. La nave primitiva presenta la antigua puerta de acceso, hoy tapiada, y una serie de bancos continuos de piedra. Adosada a la segunda nave está la sacristía, a la que se accede mediante una abertura de arco de medio punto. Exteriormente, en el lado de poniente y en medio de los dos rosetones, hay un potente contrafuerte que sostiene los arcos que separan las dos naves interiores. Encima mismo de este contrafuerte hay una espadaña de dos vanos. La iglesia está construida de mampostería y la puerta de entrada, está situada junto a la sacristía. Las baldosas del suelo de las dos naves del templo presentan un tipo de alicatado diferente al de la sacristía. Las baldosas tienen una forma cuadrangular y unas dimensiones aproximadas de 30x30 cm. Todas ellas presentan algún tipo de incisión; rayas verticales, rayas curvas, manos grabadas, etc
La sillería de piedra se encuentra situada alrededor de la pared más antigua y siempre de cara al ábside. Está hecha de sillares de piedra decorada con unas incisiones, formando rayas paralelas. Destaca el asiento del Prior, el cual fue construido aprovechando la moldura que forma el arco toral de la nave para hacer un respaldo. Tiene, además, dos brazos de forma curva totalmente decorados con rayas verticales.

### Sepulcro
El arcosolio de estilo gótico, se encuentra adosado a la pared que separa la segunda nave de la sacristía y junto al ábside. Está compuesto por un arco apuntado que da paso a una cavidad. Hay un frontal decorado con relieve que presenta una cruz griega y dos florones laterales. Bordeando el arco apuntado, hay una moldura de piedra que presenta una decoración con flores de cuatro hojas de forma lineal y sencilla.
El sarcófago se encuentra en el interior y ante la puerta tapiada, y está sostenido por cuatro columnas. Estas se componen de una base -prerrománica- que simboliza una flor extendida de una manera bastante esquemática y primitiva, un fuste y un capitel que presenta una decoración con hojas de palmito, una flor de cuatro pétalos iguales con un botón en el centro, y un racimo debajo las hojas de palmito -transición románico-gótico-. La caja sepulcral es de piedra y tiene una forma rectangular de estilo gótico. Consta también de una tapa de piedra de dos vertientes. Tanto la caja como la tapa, se encuentran decoradas por una serie de escudos en relieve, todos iguales, los cuales contienen tres palos centellantes encima del campo, y son enmarcados por una serie de arco ojivales, ambas piezas son góticas. En el interior del sepulcro hay una serie de calaveras y de huesos que parece que podrían pertenecer a los antiguos priores.